# Géoparc Magma
Le géoparc Magma est un géoparc situé au sud-ouest de la Norvège au sein des municipalités de Bjerkreim, Eigersund, Flekkefjord, Lund et Sokndal. Il a été le second géoparc établit dans ce pays et est devenu en 2010 membre à la fois du réseau européen des géoparcs (European Geoparks Network) et du réseau global des géoparcs nationaux (Global Network of National Geoparks). Il a intégré en novembre 2015 la liste des géoparcs de l'UNESCO.
Le géoparc Magma inclut des roches très anciennes, jusqu'à 1,5 milliard d'années, ainsi que la plus importante strate intrusive et zone d'anorthosite en Europe. Cette dernière roche est plus abondante sur la lune que sur la surface de la terre.